# Energie radiantă

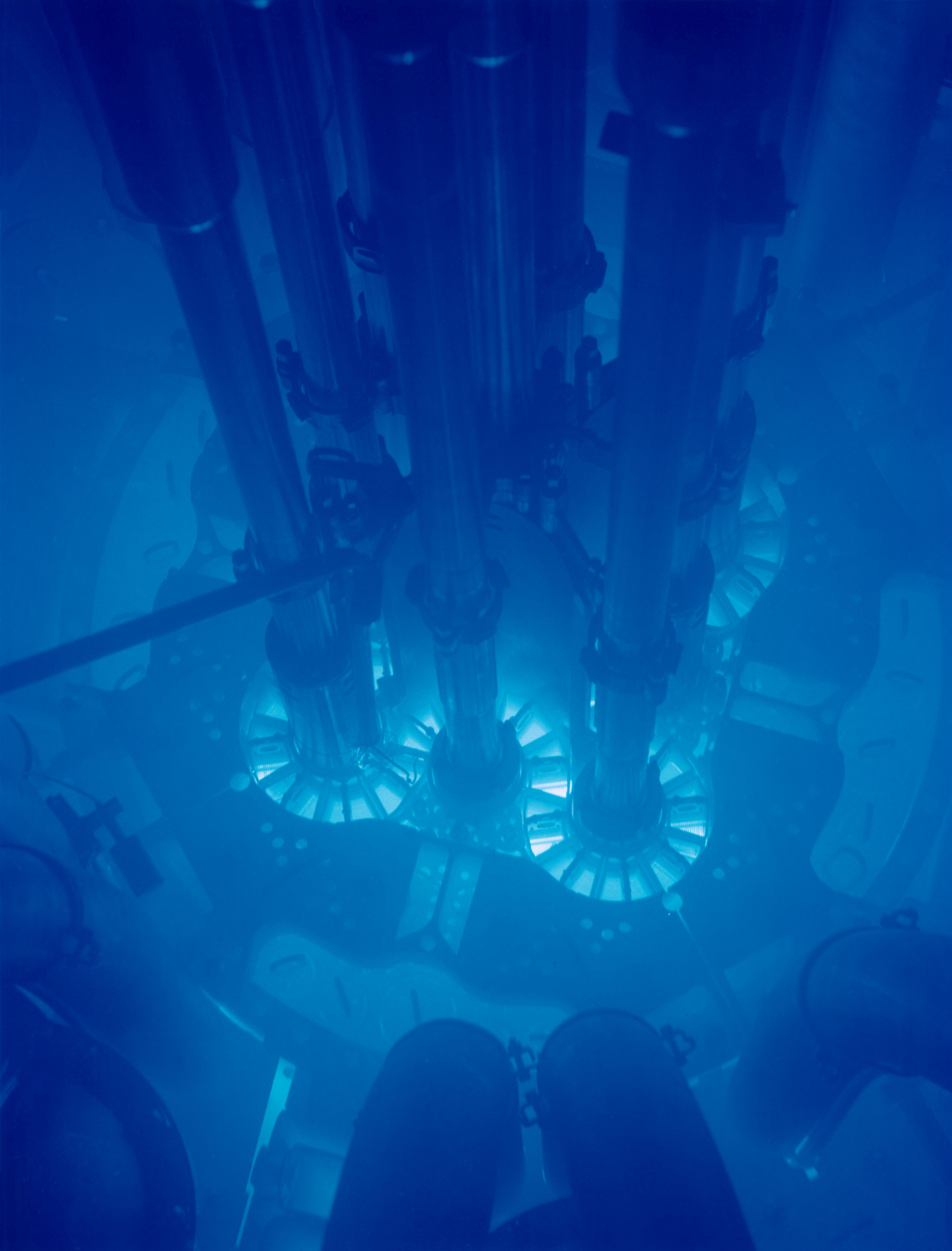
Radiația Cerenkov

În radiometrie, energia radiantă reprezintă energia radiației electromagnetice și gravitaționale. Fiind o formă de energie, unitatea sa în SI este joule (J). Cantitatea de energie radiantă poate fi calculată prin integrarea fluxului radiant (sau a puterii) față de timp. Simbolul Qe este adesea utilizat în literatura de specialitate pentru a desemna energia radiantă ("e" reprezintă "energetic", pentru a evita confuzia cu mărimile fotometrice). În alte ramuri ale fizicii, energia electromagnetică este menționată cu E sau W. Termenul este utilizat în special atunci când radiația electromagnetică este emisă de o sursă în mediul înconjurător. Această radiație poate fi vizibilă sau invizibilă pentru ochiul uman.